# C/2023 A3 (Tsuchinshan–ATLAS)
C/2023 A3 (Tsuchinshan-ATLAS) je dlouhoperiodická kometa z Oortova oblaku, která by měla být nejjasnější kometou od průletu komety C/2011 W3 (Lovejoy) z roku 2011 a srovnatelná s kometou C/2020 F3 (NEOWISE) z roku 2020.
Z Česka byla menšími dalekohledy pozorovatelná od konce září 2024. Nejlepší podmínky pak nastaly od poloviny října, kdy byla viditelná pouhýma očima.

## Objev
Kometa byla objevena 22. února 2023 jihoafrickou větví automatické přehlídky oblohy ATLAS. Nezávisle na předchozím byla zpětně nalezena v pozorování čínské observatoře Tsuchinshan (紫金山 C'-ťin-šan, v překladu Purpurová hora) z 9. ledna 2023.
Dodatečně se ji pak podařilo najít na snímcích systému ZTF (Zwicky Transient Facility) na  observatoři Palomar z 22. prosince 2022. Z nich bylo definitivně potvrzeno, že jde o kometu, a ne planetku.

## Dráha komety
Kometa obíhá Slunce po retrográdní dráze, tedy v opačném směru než planety. Jako u většiny komet pocházejících z Oortova oblaku je její oběžná dráha výrazně skloněna k rovině ekliptiky – sklon je 139°. Kometa bude nejblíže Slunci 27. září 2024, a to 0,391 au (58,6 milionů km).
K Zemi se přiblíží nejvíce 12. října 2024, a to na vzdálenost 0,471 au (41,1 mil. km), což je více než 100× větší vzdálenost, než v jaké obíhá Měsíc.

### Jasnost
Podle předpovědí jasnosti z konce roku 2023 by mělo jít kometu spatřit malými dalekohledy koncem září 2024 na jihovýchodní obloze. Pak nebude ve střední Evropě pozorovatelná a objeví se od 10. října na večerní obloze opět velmi nízko nad obzorem. Rychle se pak ale bude na obloze vzdalovat od Slunce a bude tedy viditelná i na tmavší obloze. Nejlepší období pro pozorování bez dalekohledu by proto mělo být od poloviny do konce října. Pesimistické předpovědi odhadují její jasnost na 2. hvězdnou velikost (jako hvězdy ve Velkém voze), optimistické pak na 0. velikost (jako nejjasnější hvězdy oblohy).
Měsíc před její předpokládanou nejlepší viditelnosti (v Evropě) byly předpovědi její jasnosti stále nejasné. Pozorovatelná by v Česku měla být nad jihozápadním obzorem od 12. října asi hodinu po západu Slunce, lépe však až od poloviny října, kdy nebude rušit svit Měsíce. Oproti některým předchozím obavám se kometa při průletu kolem Slunce (27. září) nerozpadla.